# Ranunculus ashibetsuensis
Ranunculus ashibetsuensis är en ranunkelväxtart som beskrevs av G. Wiegleb. Ranunculus ashibetsuensis ingår i släktet ranunkler, och familjen ranunkelväxter. Inga underarter finns listade i Catalogue of Life.